# Велике Жабље
Велике Жабље (словен. Velike Žablje, итал. .)) је насеље у Випавској долини у општини Ајдовшчина, покрајини Приморска која припада Горишкој регији Републике Словеније
Насеље површине 3,12 км², налази се на надморској висини од 87,5 метара, и 21,2 километра од италијанске границе, налази се на северним обронцима брда Випава (Випавски Грич) на 6,4 км од главног града Ајдовшчине. У насељу према попису из 2002. живи 330 становника.
За време Хабсбуршке владавине Велике Жабље је била самостална општина
.